# Mario König
Mario König (* 12. November 1947 in Zürich; † 6. April 2019) war ein Schweizer Historiker.

## Leben
Mario König, Sohn des vor dem NS-Regime in die Schweiz geflohenen deutschen Soziologen René König, studierte ab 1969 Allgemeine Geschichte, Wirtschafts- und Sozialgeschichte an der Universität Zürich. Nach Abschluss war er an der Forschungsstelle für Sozial- und Wirtschaftsgeschichte in Zürich tätig. 1980  promovierte er in Zürich über die soziale Lage und Organisation der Angestellten in der Schweiz zur Zeit des Ersten Weltkriegs und kurz danach. Seit 1986 wirkte er als freischaffender Mitarbeiter an diversen Forschungsprojekten, Publikationen und Ausstellungen sowie in der Redaktion der historischen Zeitschrift «traverse – Zeitschrift für Geschichte / Revue d'histoire». Er war wissenschaftlicher Mitarbeiter der Unabhängigen Expertenkommission Schweiz – Zweiter Weltkrieg (UEK) (Autor der Studie Interhandel, Veröffentlichungen der UEK, Band 2) und  Mitglied der Redaktionsgruppe Schlussbericht. Seine Forschungsschwerpunkte lagen in der Sozial-, Wirtschafts- und Kulturgeschichte der Schweiz und Deutschlands im 20. Jahrhundert.
König erlag im April 2019 einem Krebsleiden.

## Schriften (Auswahl)
- Die Angestellten zwischen Bürgertum und Arbeiterbewegung. Soziale Lage und Organisation der kaufmännischen Angestellten in der Schweiz, 1914–1920. Limmat, Zürich 1984, ISBN 3-85791-079-8 (= gekürzte Dissertation, Universität Zürich, 1980).
- (mit Hannes Siegrist und Rudolf Vetterli) Warten und aufrücken. Die Angestellten in der Schweiz, 1870–1950. Chronos, Zürich 1985, ISBN 3-905278-01-4.
- (mit Franz Lamprecht) Eglisau. Geschichte der Brückenstadt am Rhein. Chronos, Zürich 1992, ISBN 3-905311-01-1.
- (mit Erich Gysling und Michael T. Ganz) 1945 – die Schweiz im Friedensjahr. Silva, Zürich 1995
- (mit Manfred Hettling, Martin Schaffner, Andreas Suter und Jakob Tanner) Eine kleine Geschichte der Schweiz. Suhrkamp, Frankfurt am Main 1998, ISBN 3-518-12079-4.
- Interhandel: Die schweizerische Holding der IG Farben und ihre Metamorphosen – eine Affäre um Eigentum und Interessen (1910–1999) (= Veröffentlichungen der UEK. Band 2). Chronos, Zürich 2001, ISBN 3-03-400602-0 (Zusammenfassung).
- (mit Hans Ulrich Wipf und Adrian Knoepfli) Saurer. Vom Ostschweizer Kleinbetrieb zum internationalen Technologiekonzern. hier+jetzt, Verlag für Kultur und Geschichte, Baden 2003, ISBN 3-906419-55-X.
- (mit Markus Bürgi) Harry Gmür – Bürger, Kommunist, Journalist: Biographie, Reportagen, politische Kommentare. Chronos, Zürich 2009, ISBN 978-3-03-400920-1.
- In eigener Sache. Die Universität Basel unterwegs zu Autonomie und neuer Trägerschaft 1985–2010 (= Quellen und Forschungen zur Geschichte und Landeskunde des Kantons Basel-Landschaft. Band 89). Verlag des Kantons Basel-Landschaft, Liestal 2010, ISBN 978-3-85673-282-0.
- (mit Rea Brändle): Huggenberger. Die Karriere eines Schriftstellers. Verlag des Historischen Vereins des Kantons Thurgau, Frauenfeld 2012, ISBN 978-3-9522896-8-6. (= Thurgauer Beiträge zur Geschichte; 148/149)[4]
- (Herausgeber mit Georg Kreis) Chemie und Pharma in Basel. 2 Bde. Basel 2016. ISBN 978-3-85616-816-2